# Мијеркуреја Чук
Мијеркуреа Чук (мађ. Csíkszereda, рум. Miercurea-Ciuc) је град и општински центар у румунском округу Харгита у источном делу Ердеља.
Административно, три села припадају овом централном седишту:
- Чиба
- Харгита Бај (Harghita-Băi, Hargitafürdő)
- Жигодин Бај (Jigodin-Băi, Zsögödfürdő)

## Демографија
По попису из 2002. године место има 42.029 становника. Већину чине Секељи, који се по званичном попису изјашњавају као Мађари, има их 34.388 што чини 81,8% становништва. Популацију још чине Румуни (7.274), Роми (262) и Немци (67).
Званично, место је двојезично. Оба језика, мађарски и румунски, користе се равноправно у свим сегментима друштвених делатности као што су судство, администрација, образовање и натписи.
Демографски график Чиксереде:

## Историја
Мијеркуреа Чук је општинско седиште и налази се на источном делу жупаније Харгита у долини реке Олт. До 1918. град је био седиште мађарске жупаније Чик (Csík) у историјској Краљевини Мађарској. Између 1927. и 1938. град је био седиште румунске жупаније Чук (Ciuc) у историјској Краљевини Руминија.
После 1968. године, нови социјалистички начин живота је донео нове културне активности. Град је постао седиште секељске културе и идентитета. Стари хотел Харгита је 2001. претворен у универзитет где се настава одвија на мађарском језику. Универзитет Сапијента (Sapientia University)је приватан и први је такве врсте у Румунији.

## Географија
Чиксереда се налази у подножју планине Харгита, на надморској висини од 655–730 m, је једно од најхладнијих градова у Румунији. Температура, зими, веома често пада испод -30 °C, што чини ово место идеалним за зимске спортове.

## Знаменитости града
Улица Шандора Петефија направљена по модерном европском стилу са кафићима и продавницама је друштвено средиште града.
Дворац Мико саграђен у 17. веку. У дворцу се налази музеј Секеља. Поред се налазе градска кућа мађарске жупаније Чик и зграда Палате правосуђа из 1904.
На брду изнад града у насељу Чикшомљо је једно од најважнијих места ходочашћа мађарских католика, црква са фрањевачким самостаном.
Локална хокејашка екипа Спортски клуб Чиксереда (Csíkszeredai Sport Club) је један од најбољих у Румунији а од 2006. учествује и у мађарском првенству.
Најпознатији производ града је пиво марке Чук (Ciuc)

## Галерија
- Петефи улица
- Нова црква, унутрашњост
- Превод библије из 1626.
- Панорама места
- Гимназија "Мартона Арона", детаљ
- Ледена дворана "Вакара Лајоша", отворен 27. јануара 1971. године
- спортска арена "Ероша Жолта"